# Convención de Kütahya

La Convención de Kütahya, también denominada Acuerdo de Paz de Kütahya, puso fin a la Guerra egipcio-otomana (1831-1833) en mayo de 1833.

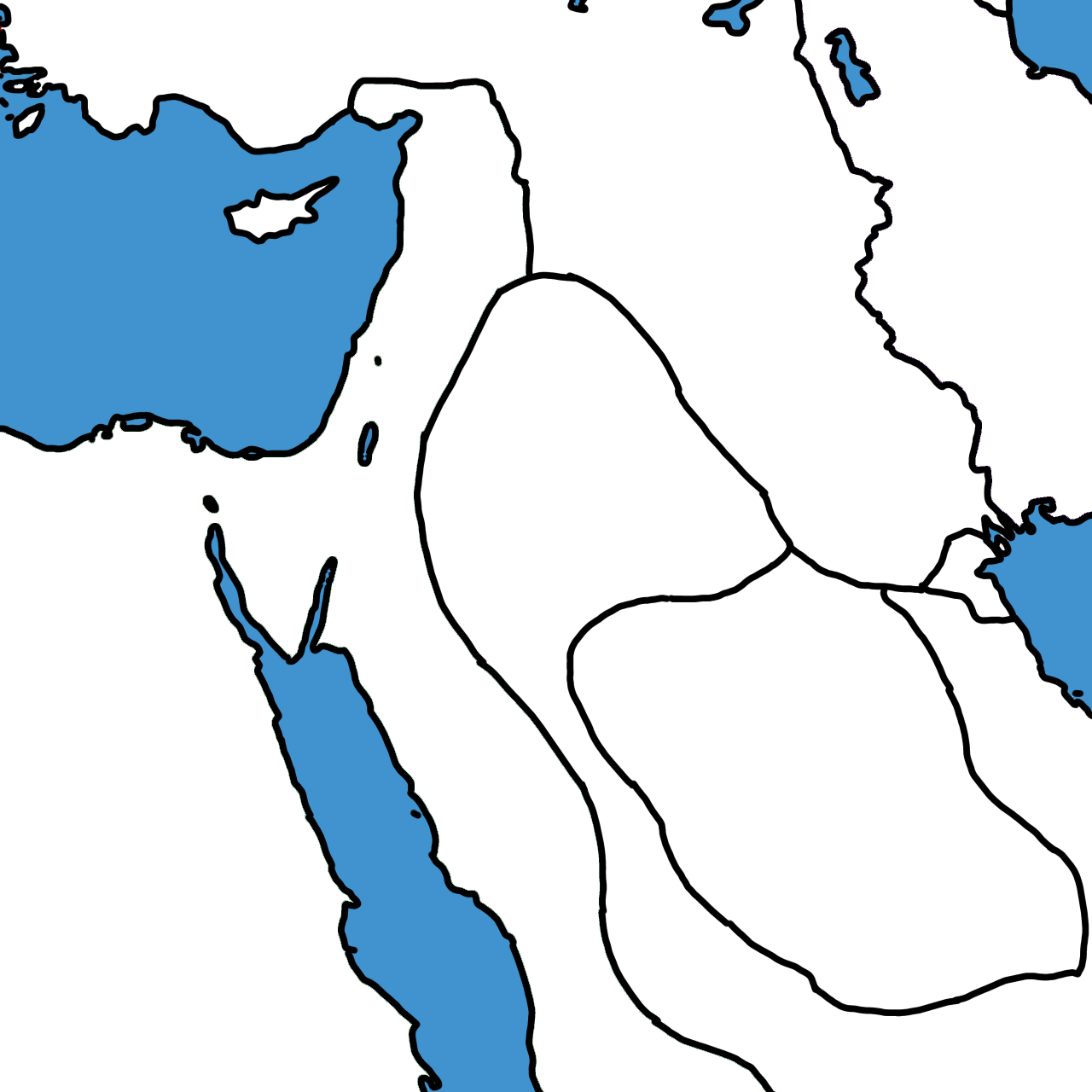
Oriente Medio tras el Tratado de Kütahya

En la convención, las provincias otomanas de Siria y Adana fueron cedidas a Egipto, e Ibrahim Pasha de Egipto se convirtió en el gobernador general de ambas provincias. Sin embargo, el acuerdo de paz no fue satisfactorio para ninguna de las partes, lo que resultó en la segunda guerra otomano-egipcia de 1839-1841.

## Descripción general
Mehmet Alí de Egipto, aparentemente sólo un estado vasallo del Imperio Otomano, buscaba aumentar su poder personal y conseguir el control de Palestina, Siria y Arabia. A finales de 1831, llevó a su ejército recién reformado a una guerra contra el sultán otomano, Mahmut II, y derrotó fácilmente a las fuerzas otomanas y amenazó a la propia Constantinopla.[cita requerida] Aunque Gran Bretaña y Francia simpatizaban con Mehmet Alí, Nicolás I envió un ejército ruso para asistir a los turcos. Esta intervención trajo consigo la paz en mayo de 1833, dejando a Mehmet Alí de Egipto en control de Siria y Arabia.[cita requerida]